# ブロンベルク罷免事件

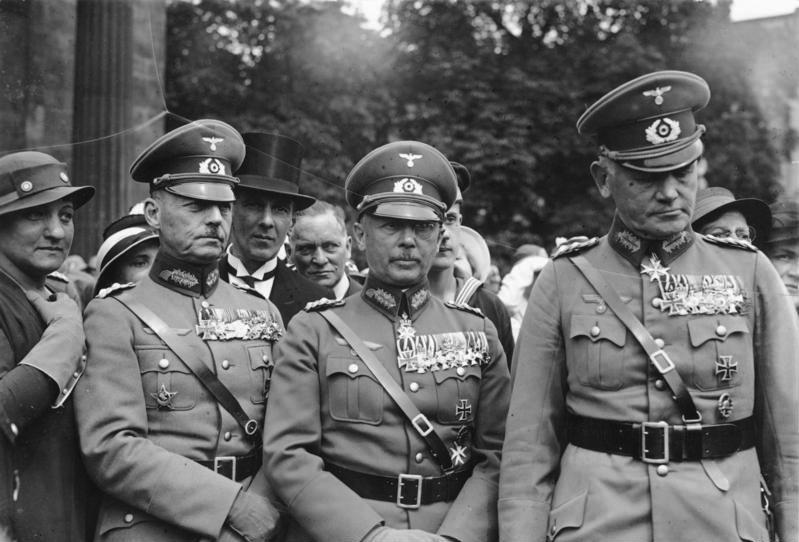
左からルントシュテット、フリッチュ、ブロンベルク。1934年

ブロンベルク罷免事件（ブロンベルクひめんじけん、ドイツ語: Blomberg-Fritsch-Krise）とは、1938年に起きた、ドイツ国防軍幹部の更迭事件。国防相であるヴェルナー・フォン・ブロンベルク陸軍元帥と、陸軍総司令官ヴェルナー・フォン・フリッチュ上級大将に関するスキャンダルが相次いで発生し、両者が罷免された。冒険的な外交政策に反対する陸軍の上層部を一掃する目的による、ナチスの謀略事件であるとされる。

## 背景
ナチス政権が成立した後も、国防軍将校団には独立自尊の風が強く、総統アドルフ・ヒトラーは軍を完全には掌握できなかった。また、ヴァイマル共和政時代からの慣習により、陸海軍の統帥権は国防相から各総司令官に委任するという形式が取られていたため、特に陸軍の独立傾向は強かった。当時の陸軍総司令官フリッチュは典型的なプロイセン軍人であり、将校団の信頼も厚く、時にはヒトラーをも遠慮無く批判した。
一方のブロンベルクはヒトラー内閣成立以前からナチスに協力的であり、将校団には、「ゴムのライオン（見掛け倒し）」と揶揄されていた。ヒトラーはブロンベルクを通じての軍の支配を思いつき、まず指揮権を国防相に返還させようとした。しかしフリッチュと参謀総長ベックの抵抗により失敗に終わった。
1937年、ヒトラーは国防軍上層部と外相ノイラートを含めた秘密会談で、近い将来における、チェコスロバキアとオーストリアへの攻撃計画を発表した。ブロンベルクとフリッチュはヒトラーの情勢分析を批判し、イギリスとフランスを敵に回す可能性を指摘、軍の体制が整っていないと主張、計画に同意しなかった。この会議でフリッチュに圧力を掛け、国防軍を掌握する意図がヒトラーにはあったが、ブロンベルクも反対したことで、失敗に終わる（ホスバッハ覚書）。

## 経過

### ブロンベルク再婚問題
1937年の夏頃からブロンベルクは平民出身のタイピスト、エルナ・グルーンと交際していた。この頃ゲシュタポ長官ハイドリヒは、ブロンベルクが頻繁にエルナの許を訪れているのを探知している。11月下旬頃、ブロンベルクは結婚の意思を固め、空軍総司令官ゲーリングに援助を依頼した。
プロイセン王国時代から、ドイツ将校の結婚相手は軍人か貴族の家系というのが伝統であった。しかしエルナは平民の出身であり、この結婚は異例なものであった。将校団の反発を予想したブロンベルクは、ヒトラーやゲーリングの援助を受けて結婚を成功させようという目論見があった。
自分も平民出身であるゲーリングは祝福し、ヒトラーも同意見であろうと語っている。ところが数日後、再びブロンベルクがゲーリングの許を訪れ、エルナの男友達の「処置」を依頼する。男友達はゲーリングの指示でアルゼンチンに「栄転」することになった。この時、その男友達はエルナについて「いまわしい経歴」があることをゲーリングに告げている。
12月、ゲーリングは親衛隊全国指導者ヒムラー、ハイドリヒらと協議し、ブロンベルクにはエルナの関係の、フリッチュを当時犯罪とされていた同性愛のスキャンダルを作りだし、失脚させる計画を立てている。ハイドリヒはブロンベルクへの監視と、フリッチュの容疑の証拠作成を行い始めた。ブロンベルクは何も知らず、20日にはヒトラーに結婚の許可を求めている。ヒトラーは「民主的な結婚」と賞賛し、祝福した。しかし、将校団に対しては連絡しなかった。ただ、ヴィルヘルム・カイテル中将には娘がカイテルの息子と婚約している関係上、結婚を報告したものの、相手は平民の娘だとしか語らなかった。
ブロンベルクが結婚の証人の人選についてゲーリングに相談した。ゲーリングは陸軍総司令官フリッチュと、海軍総司令官レーダーを推薦した。二人は快諾したが、ハイドリヒはこれを利用し「ブロンベルクといかがわしい女性の結婚の証人」になったという理由で、両司令官を排除する計画を立てていた。しかしこの情報は、ハイドリヒの友人からフリッチュとレーダーに伝えられた。フリッチュとレーダーは証人を辞退し、ブロンベルクの不興を買うことになる。結婚の証人はヒトラーとゲーリングがつとめることになった。
1938年1月12日、ブロンベルクとエルナの結婚式が行われた。しかし結婚式にはブロンベルク側の親類が一人も出席しないなど、異常なほど内輪なものであった。また、高官の結婚というのに、夫人の写真も公表されなかった。この頃、夫人にまつわるいかがわしい噂が流れ出した。ラジオ放送ではじめて結婚を知り、しかもその相手がいかがわしい噂を持つ、娘ほどの年齢であることを知った将校団は、ブロンベルクに対する反感を抱くようになった。
再婚の直後、エルナ夫人らしき女性のヌード写真がベルリン警視総監ヘルドルフの許に届けられた。ヘルドルフは写真と、その写真の女性の売春行為の摘発記録を持参し、ブロンベルクの縁者であるカイテルの許を訪れた。カイテルは写真を証人であるゲーリングに見せ、確認しようとした。ゲーリングはヒムラー、ハイドリヒと協議した上、ヒトラーに報告した。ヒトラーはブロンベルクの解任を決定し、1月26日にブロンベルクに対して罷免を通告した。

### フリッチュ同性愛容疑問題
当時、長いナイフの夜事件以降、男性の同性愛は犯罪であり、取り締まられていた。フリッチュは清廉で女性関係の噂もなかったために、この容疑での失脚が謀られた。
フリッチュへの工作は、ゲシュタポで同性愛等を取り締まる「NSDAP、堕胎、175条、純血問題」課の課長マイジンガーが担当した。1936年頃、同性愛容疑がかかっていた軍人が一人存在した。それは「フォン・フリッシュ（Frisch）」騎兵大尉であり、フリッチュ（Fritsch）と姓のスペルが一字違いの人物だった。しかし調査の段階で係官は「フリッチュ」大将であると誤認し、証人も「フリッチュ」大将であると認めた。そのため調書が取られ、ヒトラーに報告された。しかし当時はフリッチュが再軍備に必要な人材であり、軍の粛清は時期尚早であるとの判断で調書の破棄が命じられた。ハイドリヒは調書の原本は破棄したが、コピーを保存していた。その後の調査の結果、容疑者は「フリッシュ」大尉であることは判明していた。
1938年、ハイドリヒはこの調書に手を加えてヒトラーに提出した。1月25日、この調書を材料に、ヒトラーとゲーリングは総統高級副官ホスバッハ大佐にフリッチュの同性愛疑惑を信じさせようと説得工作を行った。ホスバッハは将校団に信頼されていたため、将校団説得の材料としようとしたのだが、ホスバッハは納得せず、フリッチュにこの疑惑を通報した。
しかしフリッチュの対応は墓穴を掘るものとなる。まず他の幹部との相談をすすめるホスバッハの意見を却下した。また、親代わりとなって世話をしている少年達の存在が誤解されたのだと予想し、ヒトラーとの会談では、自分から少年達の存在を問題とした。さらに「証人」との対決でも精彩を欠き、悪印象を与えるばかりであった。
1月28日、ヒトラーはフリッチュに対し、ゲシュタポ本部で担当官の質問に答えるよう指示した。本来、ゲシュタポには軍に対する捜査権はなく、フリッチュはこの指示を拒否することも出来た。しかし、憔悴しきったフリッチュはそれに抗うことなく、ゲシュタポ本部での尋問に応じた。参謀総長ベックは、「これで軍は党の支配下に置かれた」と慨嘆したという。フリッチュは「健康上の理由で罷免を申し出て許可された」という形での罷免が決定された。

## ナチス党による軍の掌握
ゲーリングはブロンベルク辞任後の国防相の座を狙っていた。また、ブロンベルクも辞任に際してゲーリングの名を後任として挙げた。しかしヒトラーは許可せず、国防相の座は空席となった。これをうけてブロンベルクはヒトラーによる国防相兼任を提案している。
また、ブロンベルクは陸軍総司令官の後継としてヴァルター・フォン・ブラウヒッチュ大将とヴァルター・フォン・ライヒェナウ大将を推薦した。しかしライヒェナウはナチスに近すぎるとしてゲルト・フォン・ルントシュテット上級大将らが反発したため、ブラウヒッチュが後任の総司令官に就任した。このころブラウヒッチュは離婚問題を抱えていたが、ヒトラーが慰謝料を代わって支払うなどして解決している。また、ブラウヒッチュは就任後、16人の将軍の解任と44人の将軍の異動を伴う粛軍を行っている。
その後、ヒトラーは大幅な軍機構改組に着手する。まず統帥権は国防相からヒトラーにうつり、直接最高指揮権を掌握することになった。そして国防省国防軍局を国防軍最高司令部に昇格させた。なお、司令部総長は大将に昇進したカイテルである。国防軍最高司令部には作戦部が設けられ、戦争計画の立案に当たることになった。これまでドイツの戦争計画立案は陸軍参謀本部が行っており、陸軍の影響力は大幅に低下した。
また、軍以外の人事異動も同時に行われた。外相ノイラートは名前のみの無任所相兼秘密内閣会議議長となり、リッベントロップが後継外相となった。他にも大使が数名更迭されている。シャハトの辞職に伴ってゲーリングが兼務していた経済相には宣伝省次官のヴァルター・フンクが就任した。ちなみにフンクは次官時代に同性愛の「濃厚な嫌疑」がかかったが、確証がないとして許されている。総統副官ホスバッハも副官任務を解かれた。
これらの措置は両将軍の辞任とともに、2月5日に発表された。その日の『フェルキッシャー・ベオバハター』紙には「全ての権力が総統に集中」という大見出しが掲載された。
なお、ヒトラー本人が謀略計画を知っていたかどうかについては両説が存在するが、ヒトラーが希望していた国防軍掌握は確実なものとなった。

## 将軍達のその後
罷免されたフリッチュには軍法会議が待っていたが、元がでっちあげ事件であったため、無罪放免された。しかし、もはやフリッチュはヒトラーにとっては無用の存在であり、復職することはなかった。ドイツ軍人が時に生命よりも大事にする「名誉」を失ったフリッチュは、あくまでも戦場で死ぬことを求めた。その後、フリッチュはポーランド戦に際して、上級大将でありながら第12砲兵連隊の名誉連隊長として出征。ワルシャワ近郊で無謀な突撃を敢行し、重傷を負うが、手当を拒否。ほとんど自殺のような形で戦死した。
また、ブロンベルクも現役復帰を望んだが、ヒトラーは妻と離婚しなければ認めないと約束を反故にして拒否し、大戦中を不遇のまま過ごした。彼は後にニュルンベルク裁判で証人として出廷しているが、1946年に癌で死去した。